# Championnat de France féminin de football 1988-1989
Navigation
Édition précédente Édition suivante
Le Division 1 1988-1989  est la 15e édition du championnat de France féminin de football. Le premier niveau national du championnat féminin oppose trente clubs français répartis dans trois groupes de dix équipes, en une série de dix-huit rencontres jouées durant la saison de football. Les deux meilleures équipes de chaque groupe et les deux meilleures troisièmes sont qualifiées pour les quarts de finale de la compétition. La phase finale consiste en trois tours de confrontations directes aller-retour, à l’exception de la finale qui se joue sur un seul match.
Les deux dernières places de chaque groupe du championnat sont synonymes de relégation en division inférieure.
Lors de l'exercice précédent, l'Entente Saint-Pierraise, le Stade de Reims, l'UFF Besançon, le Toulouse OAC, le JS Passirac et l'US Villaines, ont gagné le droit d'évoluer à ce niveau après avoir remporté leurs compétitions régionales respectives.
À l'issue de la saison, le Saint-Brieuc SC décroche le premier titre de champion de France de son histoire en battant en finale l'ASJ Soyaux lors de la séance de tirs au but (5-4). Dans le bas du classement, le Stade de Reims, le FC Metz, l'AS Toussieu, le FCF Valence, le JS Passirac et l'US Villaines, sont relégués en division inférieure.

## Participants
Ces tableaux présentent les trente équipes qualifiées pour disputer le championnat 1988-1989. On y trouve le nom des clubs, la date de création du club, l'année de la dernière montée au sein de l'élite, leur classement de la saison précédente, le nom des stades ainsi que la capacité de ces derniers.
Le championnat comprend trois groupes de dix équipes.
Légende des couleurs
- Champion de Division 1 la saison précédente.
- Promu de division inférieure.

| \| FCF Hénin-Beaumont Poissy JSF FCF Juvisy ASPTT Strasbourg0 Paris SG US Orléans FC Metz USO Bruay-la-Buissière Entente Saint-Pierraise Stade de Reims \| Localisation des clubs engagés dans le groupe A du championnat. |
| FCF Hénin-Beaumont Poissy JSF FCF Juvisy ASPTT Strasbourg0 Paris SG US Orléans FC Metz USO Bruay-la-Buissière Entente Saint-Pierraise Stade de Reims                                                                       |

| Nom du club             | Date de création | Dernière montée | Classement 1987-1988 | Stade                  | Capacité | Vict. |
| ----------------------- | ---------------- | --------------- | -------------------- | ---------------------- | -------- | ----- |
| FCF Hénin-Beaumont      | 1972             | -               | 1 (Gr. A)            | Stade Octave-Birembaut | 3 000    | /     |
| Poissy JSF              | -                | 1983            | 3 (Gr. A)            | -                      | -        | /     |
| FCF Juvisy              | 1971             | 1986            | 4 (Gr. A)            | Stade Georges Maquin   | 2 000    | /     |
| ASPTT Strasbourg        | -                | 1984            | 5 (Gr. A)            | -                      | -        | /     |
| Paris SG                | 1971             | 1979            | 6 (Gr. A)            | Stade Georges Lefevre  | 3 500    | /     |
| US Orléans              | -                | 1980            | 6 (Gr. C)            | -                      | -        | /     |
| FC Metz                 | -                | -               | 7 (Gr. A)            | -                      | -        | /     |
| USO Bruay-la-Buissière  | 1977             | 1987            | 9 (Gr. A)            | Complexe Léo Lagrange  | -        | /     |
| Entente Saint-Pierraise | -                | 1988            | Div. Inf.            | Stade Gérard Dyel      | -        | /     |
| Stade de Reims          | 1968             | 1988            | Div. Inf.            | -                      | -        | 5     |

| \| FC Lyon AS Toussieu Toulouse OAC Toulouse OM OS Monaco FCF Valence RCF Mâcon Caluire SCSC FCF Balma UFF Besançon \| Localisation des clubs engagés dans le groupe B du championnat. |
| FC Lyon AS Toussieu Toulouse OAC Toulouse OM OS Monaco FCF Valence RCF Mâcon Caluire SCSC FCF Balma UFF Besançon                                                                       |

| Nom du club  | Date de création | Dernière montée | Classement 1987-1988 | Stade                   | Capacité | Vict. |
| ------------ | ---------------- | --------------- | -------------------- | ----------------------- | -------- | ----- |
| FC Lyon      | 1970             | 1978            | 1 (Gr. B)            | Plaine de Gerland       | 2 200    | /     |
| AS Toussieu  | 1971             | 1985            | 2 (Gr. B)            | -                       | -        | /     |
| Toulouse OM  | -                | 1983            | 3 (Gr. B)            | -                       | -        | /     |
| OS Monaco    | -                | 1985            | 4 (Gr. B)            | -                       | -        | /     |
| FCF Valence  | -                | 1983            | 5 (Gr. B)            | -                       | -        | /     |
| RCF Mâcon    | 1984             | 1986            | 6 (Gr. B)            | Stade Pierre Guérin     | -        | /     |
| Caluire SCSC | 1968             | 1976            | 7 (Gr. B)            | Stade Terre des Lièvres | -        | /     |
| FCF Balma    | -                | 1980            | 8 (Gr. B)            | Stade Clément Ader      | 3 000    | /     |
| UFF Besançon | -                | 1988            | Div. Inf.            | -                       | -        | /     |
| Toulouse OAC | 1980             | 1988            | Div. Inf.            | Stade de la Ramée       | 3 000    | /     |

| \| Saint-Brieuc SC VGA Saint-Maur Stade quimperois ASJ Soyaux Tours EC AS Gagnerie FCF Condéen US Montfaucon JS Passirac US Villaines \| Localisation des clubs engagés dans le groupe C du championnat. |
| Saint-Brieuc SC VGA Saint-Maur Stade quimperois ASJ Soyaux Tours EC AS Gagnerie FCF Condéen US Montfaucon JS Passirac US Villaines                                                                       |

| Nom du club      | Date de création | Dernière montée | Classement 1987-1988 | Stade                               | Capacité | Vict. |
| ---------------- | ---------------- | --------------- | -------------------- | ----------------------------------- | -------- | ----- |
| Saint-Brieuc SC  | 1973             | -               | 1 (Gr. C)            | Stade Fred-Aubert                   | 13 500   | /     |
| VGA Saint-Maur   | 1968             | -               | 2 (Gr. A)            | Stade Adolphe-Chéron                | -        | 5     |
| Stade quimpérois | 1971             | 1975            | 2 (Gr. C)            | Stade de Kerhuel                    | 2 040    | /     |
| ASJ Soyaux       | 1968             | -               | 3 (Gr. C)            | Stade Léo-Lagrange                  | 400      | 1     |
| Tours EC         | -                | 1983            | 4 (Gr. C)            | Stade de la Vallée du Cher (Annexe) | -        | /     |
| AS Gagnerie      | 1973             | 1983            | 5 (Gr. C)            | Stade Val de Chézine                | 300      | /     |
| FCF Condéen      | 1978             | 1981            | 7 (Gr. C)            | Stade Robert Gossart                | -        | /     |
| US Montfaucon    | -                | 1980            | 8 (Gr. C)            | Stade du Péché                      | -        | /     |
| JS Passirac      | -                | 1988            | Div. Inf.            | -                                   | -        | /     |
| US Villaines     | -                | 1988            | Div. Inf.            | -                                   | -        | /     |

## Compétition

### Classement
Le classement est calculé avec le barème de points suivant : une victoire vaut deux points, le match nul un et la défaite zéro.
Critères de départage en cas d'égalité au classement :
1. classement aux points des matchs joués entre les clubs ex æquo ;
2. différence entre les buts marqués et les buts concédés par chacun d’eux au cours des matchs qui les ont opposés ;
3. différence entre les buts marqués et les buts concédés sur la totalité des matchs joués dans le championnat ;
4. plus grand nombre de buts marqués sur la totalité des matchs joués dans le championnat ;
5. en cas de nouvelle égalité, une rencontre supplémentaire aura lieu sur terrain neutre avec, éventuellement, l’épreuve des tirs au but.

Classement du Groupe A
| Rang | Équipe                    | Pts | J  | G  | N | P  | Bp | Bc | Diff |
| ---- | ------------------------- | --- | -- | -- | - | -- | -- | -- | ---- |
| 1    | FCF Hénin-Beaumont        | 32  | 18 | 15 | 2 | 1  | 47 | 6  | +41  |
| 2    | Poissy JSF                | 27  | 18 | 13 | 1 | 4  | 49 | 15 | +34  |
| 3    | FCF Juvisy                | 22  | 18 | 9  | 4 | 5  | 43 | 20 | +23  |
| 4    | Paris SG                  | 22  | 18 | 10 | 2 | 6  | 31 | 31 | 0    |
| 5    | ASPTT Strasbourg          | 16  | 18 | 7  | 2 | 9  | 29 | 37 | -8   |
| 6    | US Orléans                | 15  | 18 | 5  | 5 | 8  | 24 | 38 | -14  |
| 7    | USO Bruay-la-Buissière    | 13  | 18 | 4  | 5 | 9  | 16 | 24 | -8   |
| 8    | Entente Saint-Pierraise P | 12  | 18 | 5  | 2 | 11 | 19 | 40 | -21  |
| 9    | Stade de Reims P          | 11  | 18 | 5  | 1 | 12 | 16 | 49 | -33  |
| 10   | FC Metz                   | 10  | 18 | 4  | 2 | 12 | 20 | 34 | -14  |

|  | Qualifié pour les quarts de finale de la compétition.                                                                                              |
|  | Relégué en division inférieure. |
|  | P Promu de division inférieure. Pts points ; G victoires ; N match nuls ; P défaites Bp buts marqués ; Bc buts encaissés ; Diff différence de buts |

Classement du Groupe B
| Rang | Équipe         | Pts | J  | G  | N | P  | Bp | Bc | Diff |
| ---- | -------------- | --- | -- | -- | - | -- | -- | -- | ---- |
| 1    | OS Monaco      | 34  | 18 | 17 | 0 | 1  | 82 | 13 | +69  |
| 2    | FC Lyon        | 31  | 18 | 15 | 1 | 2  | 52 | 12 | +40  |
| 3    | RCF Mâcon      | 24  | 18 | 11 | 2 | 5  | 49 | 19 | +30  |
| 4    | UFF Besançon P | 21  | 18 | 10 | 1 | 7  | 49 | 32 | +17  |
| 5    | Caluire SCSC   | 21  | 18 | 10 | 1 | 7  | 36 | 24 | +12  |
| 6    | Toulouse OM    | 14  | 18 | 6  | 2 | 10 | 13 | 34 | -21  |
| 7    | Toulouse OAC P | 12  | 18 | 5  | 2 | 11 | 17 | 33 | -16  |
| 8    | FCF Balma      | 12  | 18 | 4  | 4 | 10 | 20 | 42 | -22  |
| 9    | AS Toussieu    | 8   | 18 | 3  | 2 | 13 | 16 | 82 | -66  |
| 10   | FCF Valence    | 3   | 18 | 0  | 3 | 15 | 10 | 53 | -43  |

|  | Qualifié pour les quarts de finale de la compétition.                                                                                              |
|  | Relégué en division inférieure. |
|  | P Promu de division inférieure. Pts points ; G victoires ; N match nuls ; P défaites Bp buts marqués ; Bc buts encaissés ; Diff différence de buts |

Classement du Groupe C
| Rang | Équipe           | Pts | J  | G  | N | P  | Bp | Bc | Diff |
| ---- | ---------------- | --- | -- | -- | - | -- | -- | -- | ---- |
| 1    | VGA Saint-Maur T | 31  | 18 | 15 | 1 | 2  | 49 | 10 | +39  |
| 2    | Saint-Brieuc SC  | 25  | 18 | 11 | 3 | 4  | 36 | 11 | +25  |
| 3    | ASJ Soyaux       | 24  | 18 | 11 | 2 | 5  | 40 | 16 | +24  |
| 4    | Stade quimperois | 24  | 18 | 10 | 4 | 4  | 39 | 18 | +21  |
| 5    | Tours EC         | 20  | 18 | 9  | 2 | 7  | 32 | 20 | +12  |
| 6    | US Montfaucon    | 17  | 18 | 6  | 5 | 7  | 24 | 30 | -6   |
| 7    | AS Gagnerie      | 14  | 18 | 4  | 6 | 8  | 21 | 33 | -12  |
| 8    | FCF Condéen      | 14  | 18 | 6  | 2 | 10 | 23 | 36 | -13  |
| 9    | JS Passirac P    | 6   | 18 | 2  | 2 | 14 | 13 | 56 | -43  |
| 10   | US Villaines P   | 5   | 18 | 1  | 3 | 14 | 13 | 60 | -47  |

|  | Qualifié pour les quarts de finale de la compétition. |
|  | Relégué en division inférieure. |
|  | T Tenant du titre. P Promu de division inférieure. Pts points ; G victoires ; N match nuls ; P défaites Bp buts marqués ; Bc buts encaissés ; Diff différence de buts |

### Résultats
Groupe A
| Résultats (▼dom., ►ext.)                                   | Bru                                                          | Hén                                                          | Juv                                                          | Met                                                          | Orl                                                          | Par                                                          | Poi                                                          | Rei                                                          | S-P                                                          | Str                                                          |
| USO Bruay-la-Buissière                                     | Aucune donnée connue à ce jour, votre aide est la bienvenue. | Aucune donnée connue à ce jour, votre aide est la bienvenue. | Aucune donnée connue à ce jour, votre aide est la bienvenue. | Aucune donnée connue à ce jour, votre aide est la bienvenue. | Aucune donnée connue à ce jour, votre aide est la bienvenue. | Aucune donnée connue à ce jour, votre aide est la bienvenue. | Aucune donnée connue à ce jour, votre aide est la bienvenue. | Aucune donnée connue à ce jour, votre aide est la bienvenue. | Aucune donnée connue à ce jour, votre aide est la bienvenue. | Aucune donnée connue à ce jour, votre aide est la bienvenue. |
| FCF Hénin-Beaumont                                         | Aucune donnée connue à ce jour, votre aide est la bienvenue. | Aucune donnée connue à ce jour, votre aide est la bienvenue. | Aucune donnée connue à ce jour, votre aide est la bienvenue. | Aucune donnée connue à ce jour, votre aide est la bienvenue. | Aucune donnée connue à ce jour, votre aide est la bienvenue. | Aucune donnée connue à ce jour, votre aide est la bienvenue. | Aucune donnée connue à ce jour, votre aide est la bienvenue. | Aucune donnée connue à ce jour, votre aide est la bienvenue. | Aucune donnée connue à ce jour, votre aide est la bienvenue. | Aucune donnée connue à ce jour, votre aide est la bienvenue. |
| FCF Juvisy                                                 | Aucune donnée connue à ce jour, votre aide est la bienvenue. | Aucune donnée connue à ce jour, votre aide est la bienvenue. | Aucune donnée connue à ce jour, votre aide est la bienvenue. | Aucune donnée connue à ce jour, votre aide est la bienvenue. | Aucune donnée connue à ce jour, votre aide est la bienvenue. | Aucune donnée connue à ce jour, votre aide est la bienvenue. | Aucune donnée connue à ce jour, votre aide est la bienvenue. | Aucune donnée connue à ce jour, votre aide est la bienvenue. | Aucune donnée connue à ce jour, votre aide est la bienvenue. | Aucune donnée connue à ce jour, votre aide est la bienvenue. |
| FC Metz                                                    | Aucune donnée connue à ce jour, votre aide est la bienvenue. | Aucune donnée connue à ce jour, votre aide est la bienvenue. | Aucune donnée connue à ce jour, votre aide est la bienvenue. | Aucune donnée connue à ce jour, votre aide est la bienvenue. | Aucune donnée connue à ce jour, votre aide est la bienvenue. | Aucune donnée connue à ce jour, votre aide est la bienvenue. | Aucune donnée connue à ce jour, votre aide est la bienvenue. | Aucune donnée connue à ce jour, votre aide est la bienvenue. | Aucune donnée connue à ce jour, votre aide est la bienvenue. | Aucune donnée connue à ce jour, votre aide est la bienvenue. |
| US Orléans                                                 | Aucune donnée connue à ce jour, votre aide est la bienvenue. | Aucune donnée connue à ce jour, votre aide est la bienvenue. | Aucune donnée connue à ce jour, votre aide est la bienvenue. | Aucune donnée connue à ce jour, votre aide est la bienvenue. | Aucune donnée connue à ce jour, votre aide est la bienvenue. | Aucune donnée connue à ce jour, votre aide est la bienvenue. | Aucune donnée connue à ce jour, votre aide est la bienvenue. | Aucune donnée connue à ce jour, votre aide est la bienvenue. | Aucune donnée connue à ce jour, votre aide est la bienvenue. | Aucune donnée connue à ce jour, votre aide est la bienvenue. |
| Paris SG                                                   | Aucune donnée connue à ce jour, votre aide est la bienvenue. | Aucune donnée connue à ce jour, votre aide est la bienvenue. | Aucune donnée connue à ce jour, votre aide est la bienvenue. | Aucune donnée connue à ce jour, votre aide est la bienvenue. | Aucune donnée connue à ce jour, votre aide est la bienvenue. | Aucune donnée connue à ce jour, votre aide est la bienvenue. | Aucune donnée connue à ce jour, votre aide est la bienvenue. | Aucune donnée connue à ce jour, votre aide est la bienvenue. | Aucune donnée connue à ce jour, votre aide est la bienvenue. | Aucune donnée connue à ce jour, votre aide est la bienvenue. |
| Poissy JSF                                                 | Aucune donnée connue à ce jour, votre aide est la bienvenue. | Aucune donnée connue à ce jour, votre aide est la bienvenue. | Aucune donnée connue à ce jour, votre aide est la bienvenue. | Aucune donnée connue à ce jour, votre aide est la bienvenue. | Aucune donnée connue à ce jour, votre aide est la bienvenue. | Aucune donnée connue à ce jour, votre aide est la bienvenue. | Aucune donnée connue à ce jour, votre aide est la bienvenue. | Aucune donnée connue à ce jour, votre aide est la bienvenue. | Aucune donnée connue à ce jour, votre aide est la bienvenue. | Aucune donnée connue à ce jour, votre aide est la bienvenue. |
| Stade de Reims                                             | Aucune donnée connue à ce jour, votre aide est la bienvenue. | Aucune donnée connue à ce jour, votre aide est la bienvenue. | Aucune donnée connue à ce jour, votre aide est la bienvenue. | Aucune donnée connue à ce jour, votre aide est la bienvenue. | Aucune donnée connue à ce jour, votre aide est la bienvenue. | Aucune donnée connue à ce jour, votre aide est la bienvenue. | Aucune donnée connue à ce jour, votre aide est la bienvenue. | Aucune donnée connue à ce jour, votre aide est la bienvenue. | Aucune donnée connue à ce jour, votre aide est la bienvenue. | Aucune donnée connue à ce jour, votre aide est la bienvenue. |
| Entente Saint-Pierraise                                    | Aucune donnée connue à ce jour, votre aide est la bienvenue. | Aucune donnée connue à ce jour, votre aide est la bienvenue. | Aucune donnée connue à ce jour, votre aide est la bienvenue. | Aucune donnée connue à ce jour, votre aide est la bienvenue. | Aucune donnée connue à ce jour, votre aide est la bienvenue. | Aucune donnée connue à ce jour, votre aide est la bienvenue. | Aucune donnée connue à ce jour, votre aide est la bienvenue. | Aucune donnée connue à ce jour, votre aide est la bienvenue. | Aucune donnée connue à ce jour, votre aide est la bienvenue. | Aucune donnée connue à ce jour, votre aide est la bienvenue. |
| ASPTT Strasbourg                                           | Aucune donnée connue à ce jour, votre aide est la bienvenue. | Aucune donnée connue à ce jour, votre aide est la bienvenue. | Aucune donnée connue à ce jour, votre aide est la bienvenue. | Aucune donnée connue à ce jour, votre aide est la bienvenue. | Aucune donnée connue à ce jour, votre aide est la bienvenue. | Aucune donnée connue à ce jour, votre aide est la bienvenue. | Aucune donnée connue à ce jour, votre aide est la bienvenue. | Aucune donnée connue à ce jour, votre aide est la bienvenue. | Aucune donnée connue à ce jour, votre aide est la bienvenue. | Aucune donnée connue à ce jour, votre aide est la bienvenue. |
| - Victoire à domicile - Match nul - Victoire à l'extérieur |                                                              |                                                              |                                                              |                                                              |                                                              |                                                              |                                                              |                                                              |                                                              |                                                              |

Groupe B
Source : Erik Garin et Hervé Morard, « France - List of Women Final Tables », sur rsssf.com
| Résultats (▼dom., ►ext.)                                   | Bal | Bes | Mâc | Lyo | Mon | Cal | Tou | Tou | Tou  | Val |
| FCF Balma                                                  |     | 0-3 | 1-1 | 1-2 | 0-8 | 1-0 | 0-1 | 1-3 | 6-0  | 1-1 |
| UFF Besançon                                               | 4-1 |     | 3-2 | 2-5 | 2-6 | 1-3 | 4-0 | 4-1 | 7-0  | 3-1 |
| RCF Mâcon                                                  | 6-1 | 2-1 |     | 1-2 | 0-1 | 1-2 | 3-0 | 5-0 | 9-0  | 8-0 |
| FC Lyon                                                    | 1-0 | 3-2 | 1-1 |     | 1-0 | 2-1 | 5-0 | 3-0 | 3-0  | 6-0 |
| OS Monaco                                                  | 7-1 | 2-0 | 7-1 | 2-0 |     | 4-1 | 5-0 | 2-0 | 15-0 | 7-0 |
| Caluire SCSC                                               | 3-1 | 1-0 | 0-2 | 0-3 | 3-4 |     | 2-1 | 1-2 | 6-0  | 4-0 |
| Toulouse OAC                                               | 0-0 | 1-4 | 1-2 | 0-2 | 1-3 | 0-1 |     | 2-0 | 0-0  | 1-0 |
| Toulouse OM                                                | 0-0 | 0-2 | 0-1 | 1-0 | 1-3 | 0-0 | 0-5 |     | 2-0  | 2-1 |
| AS Toussieu                                                | 2-4 | 1-4 | 0-3 | 1-9 | 0-3 | 2-7 | 3-2 | 3-0 |      | 2-0 |
| FCF Valence                                                | 0-1 | 3-3 | 0-1 | 0-4 | 2-4 | 0-1 | 0-2 | 0-1 | 2-2  |     |
| - Victoire à domicile - Match nul - Victoire à l'extérieur |     |     |     |     |     |     |     |     |      |     |

Groupe C
| Résultats (▼dom., ►ext.)                                   | Con                                                          | Mon                                                          | Pas                                                          | Qui                                                          | S-B                                                          | Gag                                                          | S-M                                                          | Soy                                                          | Tou                                                          | Vil                                                          |
| FCF Condéen                                                | Aucune donnée connue à ce jour, votre aide est la bienvenue. | Aucune donnée connue à ce jour, votre aide est la bienvenue. | Aucune donnée connue à ce jour, votre aide est la bienvenue. | Aucune donnée connue à ce jour, votre aide est la bienvenue. | Aucune donnée connue à ce jour, votre aide est la bienvenue. | Aucune donnée connue à ce jour, votre aide est la bienvenue. | Aucune donnée connue à ce jour, votre aide est la bienvenue. | Aucune donnée connue à ce jour, votre aide est la bienvenue. | Aucune donnée connue à ce jour, votre aide est la bienvenue. | Aucune donnée connue à ce jour, votre aide est la bienvenue. |
| US Montfaucon                                              | Aucune donnée connue à ce jour, votre aide est la bienvenue. | Aucune donnée connue à ce jour, votre aide est la bienvenue. | Aucune donnée connue à ce jour, votre aide est la bienvenue. | Aucune donnée connue à ce jour, votre aide est la bienvenue. | Aucune donnée connue à ce jour, votre aide est la bienvenue. | Aucune donnée connue à ce jour, votre aide est la bienvenue. | Aucune donnée connue à ce jour, votre aide est la bienvenue. | Aucune donnée connue à ce jour, votre aide est la bienvenue. | Aucune donnée connue à ce jour, votre aide est la bienvenue. | Aucune donnée connue à ce jour, votre aide est la bienvenue. |
| JS Passirac                                                | Aucune donnée connue à ce jour, votre aide est la bienvenue. | Aucune donnée connue à ce jour, votre aide est la bienvenue. | Aucune donnée connue à ce jour, votre aide est la bienvenue. | Aucune donnée connue à ce jour, votre aide est la bienvenue. | Aucune donnée connue à ce jour, votre aide est la bienvenue. | Aucune donnée connue à ce jour, votre aide est la bienvenue. | Aucune donnée connue à ce jour, votre aide est la bienvenue. | Aucune donnée connue à ce jour, votre aide est la bienvenue. | Aucune donnée connue à ce jour, votre aide est la bienvenue. | Aucune donnée connue à ce jour, votre aide est la bienvenue. |
| Stade quimperois                                           | Aucune donnée connue à ce jour, votre aide est la bienvenue. | Aucune donnée connue à ce jour, votre aide est la bienvenue. | Aucune donnée connue à ce jour, votre aide est la bienvenue. | Aucune donnée connue à ce jour, votre aide est la bienvenue. | Aucune donnée connue à ce jour, votre aide est la bienvenue. | Aucune donnée connue à ce jour, votre aide est la bienvenue. | Aucune donnée connue à ce jour, votre aide est la bienvenue. | Aucune donnée connue à ce jour, votre aide est la bienvenue. | Aucune donnée connue à ce jour, votre aide est la bienvenue. | Aucune donnée connue à ce jour, votre aide est la bienvenue. |
| Saint-Brieuc SC                                            | Aucune donnée connue à ce jour, votre aide est la bienvenue. | Aucune donnée connue à ce jour, votre aide est la bienvenue. | Aucune donnée connue à ce jour, votre aide est la bienvenue. | Aucune donnée connue à ce jour, votre aide est la bienvenue. | Aucune donnée connue à ce jour, votre aide est la bienvenue. | Aucune donnée connue à ce jour, votre aide est la bienvenue. | Aucune donnée connue à ce jour, votre aide est la bienvenue. | Aucune donnée connue à ce jour, votre aide est la bienvenue. | Aucune donnée connue à ce jour, votre aide est la bienvenue. | Aucune donnée connue à ce jour, votre aide est la bienvenue. |
| AS Gagnerie                                                | Aucune donnée connue à ce jour, votre aide est la bienvenue. | Aucune donnée connue à ce jour, votre aide est la bienvenue. | Aucune donnée connue à ce jour, votre aide est la bienvenue. | Aucune donnée connue à ce jour, votre aide est la bienvenue. | Aucune donnée connue à ce jour, votre aide est la bienvenue. | Aucune donnée connue à ce jour, votre aide est la bienvenue. | Aucune donnée connue à ce jour, votre aide est la bienvenue. | Aucune donnée connue à ce jour, votre aide est la bienvenue. | Aucune donnée connue à ce jour, votre aide est la bienvenue. | Aucune donnée connue à ce jour, votre aide est la bienvenue. |
| VGA Saint-Maur                                             | Aucune donnée connue à ce jour, votre aide est la bienvenue. | Aucune donnée connue à ce jour, votre aide est la bienvenue. | Aucune donnée connue à ce jour, votre aide est la bienvenue. | Aucune donnée connue à ce jour, votre aide est la bienvenue. | Aucune donnée connue à ce jour, votre aide est la bienvenue. | Aucune donnée connue à ce jour, votre aide est la bienvenue. | Aucune donnée connue à ce jour, votre aide est la bienvenue. | Aucune donnée connue à ce jour, votre aide est la bienvenue. | Aucune donnée connue à ce jour, votre aide est la bienvenue. | Aucune donnée connue à ce jour, votre aide est la bienvenue. |
| ASJ Soyaux                                                 | Aucune donnée connue à ce jour, votre aide est la bienvenue. | Aucune donnée connue à ce jour, votre aide est la bienvenue. | Aucune donnée connue à ce jour, votre aide est la bienvenue. | Aucune donnée connue à ce jour, votre aide est la bienvenue. | Aucune donnée connue à ce jour, votre aide est la bienvenue. | Aucune donnée connue à ce jour, votre aide est la bienvenue. | Aucune donnée connue à ce jour, votre aide est la bienvenue. | Aucune donnée connue à ce jour, votre aide est la bienvenue. | Aucune donnée connue à ce jour, votre aide est la bienvenue. | Aucune donnée connue à ce jour, votre aide est la bienvenue. |
| Tours EC                                                   | Aucune donnée connue à ce jour, votre aide est la bienvenue. | Aucune donnée connue à ce jour, votre aide est la bienvenue. | Aucune donnée connue à ce jour, votre aide est la bienvenue. | Aucune donnée connue à ce jour, votre aide est la bienvenue. | Aucune donnée connue à ce jour, votre aide est la bienvenue. | Aucune donnée connue à ce jour, votre aide est la bienvenue. | Aucune donnée connue à ce jour, votre aide est la bienvenue. | Aucune donnée connue à ce jour, votre aide est la bienvenue. | Aucune donnée connue à ce jour, votre aide est la bienvenue. | Aucune donnée connue à ce jour, votre aide est la bienvenue. |
| US Villaines                                               | Aucune donnée connue à ce jour, votre aide est la bienvenue. | Aucune donnée connue à ce jour, votre aide est la bienvenue. | Aucune donnée connue à ce jour, votre aide est la bienvenue. | Aucune donnée connue à ce jour, votre aide est la bienvenue. | Aucune donnée connue à ce jour, votre aide est la bienvenue. | Aucune donnée connue à ce jour, votre aide est la bienvenue. | Aucune donnée connue à ce jour, votre aide est la bienvenue. | Aucune donnée connue à ce jour, votre aide est la bienvenue. | Aucune donnée connue à ce jour, votre aide est la bienvenue. | Aucune donnée connue à ce jour, votre aide est la bienvenue. |
| - Victoire à domicile - Match nul - Victoire à l'extérieur |                                                              |                                                              |                                                              |                                                              |                                                              |                                                              |                                                              |                                                              |                                                              |                                                              |

### Phase finale
Source : Erik Garin et Hervé Morard, « France - List of Women Final Tables », sur rsssf.com
|  | Quarts de finale | Quarts de finale   | Quarts de finale | Quarts de finale |                 |                 | Demi-finales | Demi-finales | Demi-finales | Demi-finales |  |  | Finale      | Finale | Finale | Finale |
|  |                  |                    |                  |                  |                 |                 |              |              |              |              |  |  |             |        |        |        |
|  |                  |                    |                  |                  |                 |                 |              |              |              |              |  |  | Châteauroux |        |        |        |
|  |                  |                    |                  |                  |                 |                 |              |              |              |              |  |  |             |        |        |        |
|  | 1er gr.B         | OS Monaco          | 0                | 0                |                 |                 |              |              |              |              |  |  |             |        |        |        |
|  | 1er gr.B         | OS Monaco          | 0                | 0                |                 |                 |              |              |              |              |  |  |             |        |        |        |
|  | 2e gr.C          | Saint-Brieuc SC    | 1                | 3                |                 |                 |              |              |              |              |  |  |             |        |        |        |
|  | 2e gr.C          | Saint-Brieuc SC    | 1                | 3                | Saint-Brieuc SC | Saint-Brieuc SC | 5            | 0            |              |              |  |  |             |        |        |        |
|  |                  |                    |                  |                  | Saint-Brieuc SC | Saint-Brieuc SC | 5            | 0            |              |              |  |  |             |        |        |        |
|  |                  |                    | Poissy JSF       | Poissy JSF       | 0               | 2               |              |              |              |              |  |  |             |        |        |        |
|  | 2e gr.B          | FC Lyon            | Poissy JSF       | Poissy JSF       | 0               | 2               | 1            | 3            |              |              |  |  |             |        |        |        |
|  | 2e gr.B          | FC Lyon            |                  |                  |                 |                 |              | 3            |              |              |  |  |             |        |        |        |
|  | 2e gr.A          | Poissy JSF         | 5                | 3                |                 |                 |              |              |              |              |  |  |             |        |        |        |
|  | 2e gr.A          | Poissy JSF         | 5                | 3                | Saint-Brieuc SC | Saint-Brieuc SC | 2 (5)        | 2 (5)        |              |              |  |  |             |        |        |        |
|  |                  |                    |                  |                  | Saint-Brieuc SC | Saint-Brieuc SC | 2 (5)        | 2 (5)        |              |              |  |  |             |        |        |        |
|  |                  |                    | ASJ Soyaux       | ASJ Soyaux       | 2 (4)           | 2 (4)           |              |              |              |              |  |  |             |        |        |        |
|  | 3e gr.B          | RCF Mâcon          | ASJ Soyaux       | ASJ Soyaux       | 2 (4)           | 2 (4)           | 0            | 1 (6)        |              |              |  |  |             |        |        |        |
|  | 3e gr.B          | RCF Mâcon          |                  |                  |                 |                 |              |              |              |              |  |  |             |        |        |        |
|  | 1er gr.C         | VGA Saint-Maur     | 1                | 0 (5)            |                 |                 |              |              |              |              |  |  |             |        |        |        |
|  | 1er gr.C         | VGA Saint-Maur     | 1                | 0 (5)            | RCF Mâcon       | RCF Mâcon       | 1            | 0            |              |              |  |  |             |        |        |        |
|  |                  |                    |                  |                  | RCF Mâcon       | RCF Mâcon       | 1            | 0            |              |              |  |  |             |        |        |        |
|  |                  |                    | ASJ Soyaux       | ASJ Soyaux       | 1               | 0               |              |              |              |              |  |  |             |        |        |        |
|  | 3e gr.C          | ASJ Soyaux         | ASJ Soyaux       | ASJ Soyaux       | 1               | 0               | 1            | 1            |              |              |  |  |             |        |        |        |
|  | 3e gr.C          | ASJ Soyaux         |                  |                  |                 |                 |              | 1            |              |              |  |  |             |        |        |        |
|  | 1er gr.A         | FCF Hénin-Beaumont | 1                | 0                |                 |                 |              |              |              |              |  |  |             |        |        |        |
|  | 1er gr.A         | FCF Hénin-Beaumont | 1                | 0                |                 |                 |              |              |              |              |  |  |             |        |        |        |
|  |                  |                    |                  |                  |                 |                 |              |              |              |              |  |  |             |        |        |        |

## Bilan de la saison
| Championnat de France féminin de football 1988-1989 |                             |
| Champion                                            | Saint-Brieuc SC (1er titre) |
| Dauphin                                             | ASJ Soyaux                  |
| Promotions et relégations                           |                             |
| Promus en Division 1                                | RC Paillade                 |
| Promus en Division 1                                | Grenoble FF                 |
| Promus en Division 1                                | ESTC Poitiers               |
| Promus en Division 1                                | AC Cambrésien               |
| Promus en Division 1                                | AO Boranaise                |
| Promus en Division 1                                | SPO Rouen                   |
| Relégués en Division d'Honneur                      | FC Metz                     |
| Relégués en Division d'Honneur                      | Stade de Reims              |
| Relégués en Division d'Honneur                      | FCF Valence                 |
| Relégués en Division d'Honneur                      | AS Toussieu                 |
| Relégués en Division d'Honneur                      | JS Passirac                 |
| Relégués en Division d'Honneur                      | US Villaines                |